# Departamento de Coordenação e Governança das Empresas Estatais
O Departamento de Coordenação e Governança das Empresas Estatais (DEST) é um órgão integrante do Ministério do Planejamento, Orçamento e Gestão do Governo Brasileiro.
É responsável por determinar políticas e diretrizes para as empresas estatais do Brasil, dentre as quais se incluem as empresas públicas e as sociedades de economia mista.
Segundo o Decreto n° 7063/2010, ao Departamento de Coordenação e Governança das Empresas Estatais compete:
I - coordenar a elaboração do programa de dispêndios globais e da proposta do orçamento de investimento das empresas estatais, compatibilizando-os com as metas de resultado primário fixadas, bem como acompanhar a respectiva execução orçamentária;
II - promover a articulação e a integração das políticas das empresas estatais, propondo diretrizes e parâmetros de atuação, inclusive sobre a política salarial e de benefícios e vantagens e negociação de acordos ou convenções coletivas de trabalho;
III - processar e disponibilizar informações econômico-financeiras encaminhadas pelas empresas estatais;
IV - manifestar-se sobre os seguintes assuntos relacionados às empresas estatais:
a) criação de empresa estatal ou assunção, pela União ou por empresa estatal, do controle acionário de empresa privada;
b) operações de reestruturação societária, envolvendo fusão, cisão ou incorporação;
c) alteração do capital social e emissão de debêntures, conversíveis ou não em ações, ou quaisquer outros títulos e valores mobiliários;
d) estatutos sociais e suas alterações;
e) destinação do lucro líquido do exercício;
f) patrocínio de planos de benefícios administrados por entidades fechadas de previdência complementar, no que diz respeito à assunção de compromissos e aos convênios de adesão a serem firmados pelas patrocinadoras, aos estatutos das entidades, à instituição e adesão a planos de benefícios, assim como aos respectivos regulamentos e planos de custeio;
g) propostas, encaminhadas pelos respectivos Ministérios setoriais, de quantitativo de pessoal próprio, acordo ou convenção coletiva de trabalho, programa de desligamento de empregados, planos de cargos e salários, criação e remuneração de cargos comissionados, inclusive os de livre nomeação e exoneração e participação dos empregados nos lucros ou resultados das empresas; e 
h) remuneração dos administradores e conselheiros, bem como a participação dos dirigentes nos lucros ou resultados das empresas;
V - coordenar e orientar a atuação dos representantes do Ministério nos conselhos de administração das empresas estatais;
VI - coordenar o Grupo Executivo da Comissão Interministerial de Governança Corporativa e de Administração de Participações Societárias da União - CGPAR, bem como exercer as atribuições de Secretaria-Executiva da Comissão;
VII - exercer as funções de planejamento, coordenação e supervisão relativas aos processos de liquidação de empresas estatais federais;
VIII - acompanhar e orientar as atividades relacionadas com a preparação e a organização de acervo documental de empresas estatais federais submetidas a  processos de liquidação, até a sua entrega aos órgãos responsáveis pela guarda e manutenção;
IX - promover o acompanhamento e a orientação dos procedimentos dos inventariantes e dos liquidantes nos processos em que atuem;
X - incumbir-se, junto a órgãos e entidades da administração federal, da regularização de eventuais pendências decorrentes dos processos de liquidação em que haja atuado na forma do inciso VII;
XI - promover a articulação e a integração das políticas das empresas estatais; 
XII - contribuir para o aumento da eficiência e transparência das empresas estatais e para o aperfeiçoamento e integração dos sistemas de monitoramento econômico-financeiro, bem como para o aperfeiçoamento da gestão dessas empresas.